# نهائي كأس الرابطة الفرنسية 2005
نهائي كأس الرابطة الفرنسية 2005 هي المباراة النهائية من منافسة كأس الرابطة الفرنسية 2004–05 ‏، أقيمت المباراة في 30 أبريل 2005، في ملعب فرنسا، بين فريقي نادي كاين، ونادي ستراسبورغ، وفاز فيها نادي ستراسبورغ، بعد أن هزم نادي كاين، بنتيجة 1 - 2، وكان حكم المباراة جيل فيسيير، وحضر المباراة 78732 شخصاً.

## تفاصيل المباراة
لعبت المباراة النهائية في 30 أبريل 2005.
| نادي كاين                   | 1 -2 | نادي ستراسبورغ                                      |
| --------------------------- | ---- | --------------------------------------------------- |
| Sébastien Mazure ‏ 42 دقيقة' |      | مامادو نيانغ 38 دقيقة' · جان كريستوف ديفو 79 دقيقة' |